# Вібраційний насос

Схема вібраційного насоса. 1 — вібратор; 2 — пружини; 3 — підйомні труби; 4 — тарільчастий клапан

Вібраційний насос — насос, призначено для підйому рідини із свердловин під дією пружних деформацій рідини і колони труб, що генеруються вібратором 1. Вібратор складається з ексцентрично насаджених на вал вантажів, при обертанні яких верхня частина підіймальних труб 3, підвішених на пружинах 2, приводиться в зворотно-поступальний рух. На кожній трубі установлений тарільчастий клапан 4,що відкривається вгору. При вібрації колони труб по періодичному закону інерційні сили рідини разом із силою тяжіння приводять у рух клапани. Якщо сили інерції, спрямовані вгору, перевищують сили тяжіння рідини, то клапани відкриваються і пропускають рідину нагору, якщо результуюча сила спрямована вниз — клапан закривається. Так відбувається підйом продукції по трубі від клапана до клапана. Амплітуда коливань, як правило, становить від 5 до 20 мм, а частота — від 600 до 1200 за 1 хв.
Таким чином, в основі установки вібраційного насоса лежить використання енергії подовжень і стискань колони насосно-компресорних труб, які чергуються в часі, при дії на неї змінної збурюючої сили.
Дослідження вібраційного або звукового насоса для експлуатації свердловин показало можливість його практичного застосування для підйому продукції свердловин, у тому числі й зі значним вмістом механічних домішок (піску).
Практика застосування вібраційних насосів для експлуатації свердловин у США показала, що якщо колона НКТ спущена у свердловину без центраторів, то в ній виникає бічна вібрація, яка спричиняє вигин труб (особливо в муфтових з'єднаннях). Аварії з трубами внаслідок бічної вібрації відбуваються переважно в нижній частині колони труб, де виникає максимальна згинаюча сила. З метою ліквідації цього недоліку розроблені спеціальні центратори, що дозволяє застосовувати вібраційні насоси в похило-скерованих і викривлених свердловинах.
Встановлено, що не існує граничної глибини, з якої можливе відкачування рідини вібронасосом. При цьому при глибинах спуску понад 2 000 м більша частина ваги колони НКТ може передаватися на обсадну колону через спеціальні пристрої, що встановлюються в обсадній колоні. 
Основні переваги вібронасоса такі:
 невисока вартість виготовлення та експлуатації;
 простота наземного обладнання і мала металомісткість;
 можливість відкачування рідини з піском;
 можливість використання у викривлених свердловинах;
 порівняно високий ККД установки.
Недоліки УВН:
 неможливість механічної очистки труб від відкладень парафіну;
 погіршення показників роботи насоса при відкачуванні парафінистих нафт внаслідок відкладення парафіну у клапанах;
 можливість втомних руйнувань колони НКТ.
Вібраційні насоси можна віднести до перспективних технічних засобів експлуатації свердловин, зокрема і для шельфових родовищ.